# The X-Files Board Game
The X-Files Board Game is een bordspel voor minimaal 2 en maximaal 5 spelers. Het werd ontwikkeld en uitgegeven in 2015.

## Het spel
In het spel nemen de spelers de identiteit aan van Fox Mulder, Dana Scully, Walter Skinner of Alex Krycek en gaan vervolgens de strijd aan leden van het Syndicaat dat wordt geleid door een speler die speelt als de Cigarette Smoking Man. De focus van het spel ligt bij de eerste drie seizoenen van de televisieserie.

## Inhoud
Het spel komt in een rijkelijk versierde kartonnen doos met de volgende inhoud:
- 1 speelbord
- 1 handleiding
- 1 Pentagon magazijn scherm
- 1 bewijszak
- 4 Agentpionnen
- 4 Agent identiteitskaarten
- 9 puzzel kaarten
- 65 X-Files kaarten
- 50 Agent kaarten
- 50 Syndicaat kaarten
- 20 'Red Wound' kubussen
- 40 'Yellow Influence' kubussen
- 40 'Black Progress' kubussen
- 40 Bewijs tokens
- 20 Sigaret tokens